# Espanès
Espanès település Franciaországban, Haute-Garonne megyében. Lakosainak száma 278 fő (2022. január 1.). Espanès Aureville, Clermont-le-Fort, Corronsac, Issus, Montbrun-Lauragais és Venerque községekkel határos.

## Népesség
A település népességének változása:
| Lakosok száma | 107  | 215  | 214  | 266  | 276  | 316  | 325  | 302  | 290  | 278  |
|               | 1968 | 1982 | 1990 | 2006 | 2013 | 2015 | 2017 | 2019 | 2020 | 2022 |